# Кім Кобб
Кім Кобб (нар. 1974, Медісон, Вірджинія, США) — американська кліматолог. Професорка Школи наук про Землю та атмосферу в Технологічному інституті Джорджії. Цікавиться океанографією, геохімією та моделюванням палеоклімату. Кобб є директоркою Програми глобальних змін Технологічного інституту Джорджії.

## Ранні роки та освіта
Кім Кобб народилася 1974 року в Медісоні, штат Вірджинія, США. Виросла в Піттсфілді, штат Массачусетс. Вона зацікавилася океанографією після відвідування літньої школи в Океанографічному інституті Вудс-Гоула, штат Массачусетс. Вивчала біологію та геологію в Єльському університеті, де впевнилася в антропогенних причинах зміни клімату. Вона відмовилась від початкового медичного напрямку та подала заявку на літню програму в Інституті океанографії Скріпса, яку закінчила 1996 року. 2002 року в тому ж інституті Кобб здобула ступінь доктора філософії з океанографії за дослідження Ель-Ніньйо в осадовому ядрі в Санта-Барбарі. Вона пропрацювала два роки постдоктором у Каліфорнійському технологічному інституті, після чого, 2004 року, стала доцентом у Технологічному інституті Джорджії. Вона має понад 100 рецензованих публікацій у великих журналах. 2015 року стала професоркою і керує кількома аспірантами та магістрантами.

## Дослідження
Група Кім Кобб прагне зрозуміти глобальні зміни клімату та визначити їх природні та антропогенні причини. З метою досліджень Кобб здійснила кілька океанографічних подорожей тропічним Тихим океаном та спелеологічних експедицій у тропічні ліси Борнео. Її група вивчає корали та печерні сталагміти як «архіви» минулих змін клімату та досліджує мінливість клімату в минулому за останні від кількох століть до кількох сотень тисяч років. На додаток до створення записів палеоклімату з високою роздільною здатністю, дослідницька група Кобб також відстежує сучасну мінливість клімату, аналізує моделі та описує зміни тропічного клімату Тихого океану. Вона та її команда зібрали стародавні фрагменти коралів з островів Кірибаті та Пальміра, визначили їх вік за допомогою уран-торієвого датування, а потім використали цикл співвідношення ізотопів кисню для вимірювання інтенсивності подій Ель-Ніньйо за останні 7000 років.
Кобб входить до редакційної ради Geophysical Review Letters і є провідним автором IPCC Sixth Assessment Report Міжурядової групи експертів зі зміни клімату. У травні 2022 року Браунський університет оголосив про призначення Кобб директоркою Інституту навколишнього середовища та суспільства.

## Нагороди та визнання
- 2007 році Кобб здобула нагороду NSF CAREER та премію Georgia Tech Education Partnership Award.[14]
- 2008 року її визнано однією з найкращих молодих учених країни й вручено Президентську премію для вчених та інженерів (PECASE).[15]
- 2009 року Кобб отримала стипендію Кавлі «Frontiers of Science».
- 2011 року Кобб була запрошеною гостею на заході Білого дому щодо політики гнучкості робочого місця.[16]
- 2019 році її нагороджено медаллю Ганса Ошгера[en] за 2020 рік від Європейського союзу наук про Землю[en].[17]
- У 2023 році була обрана членом Американського геофізичного союзу.[18]

## Політична та громадська діяльність

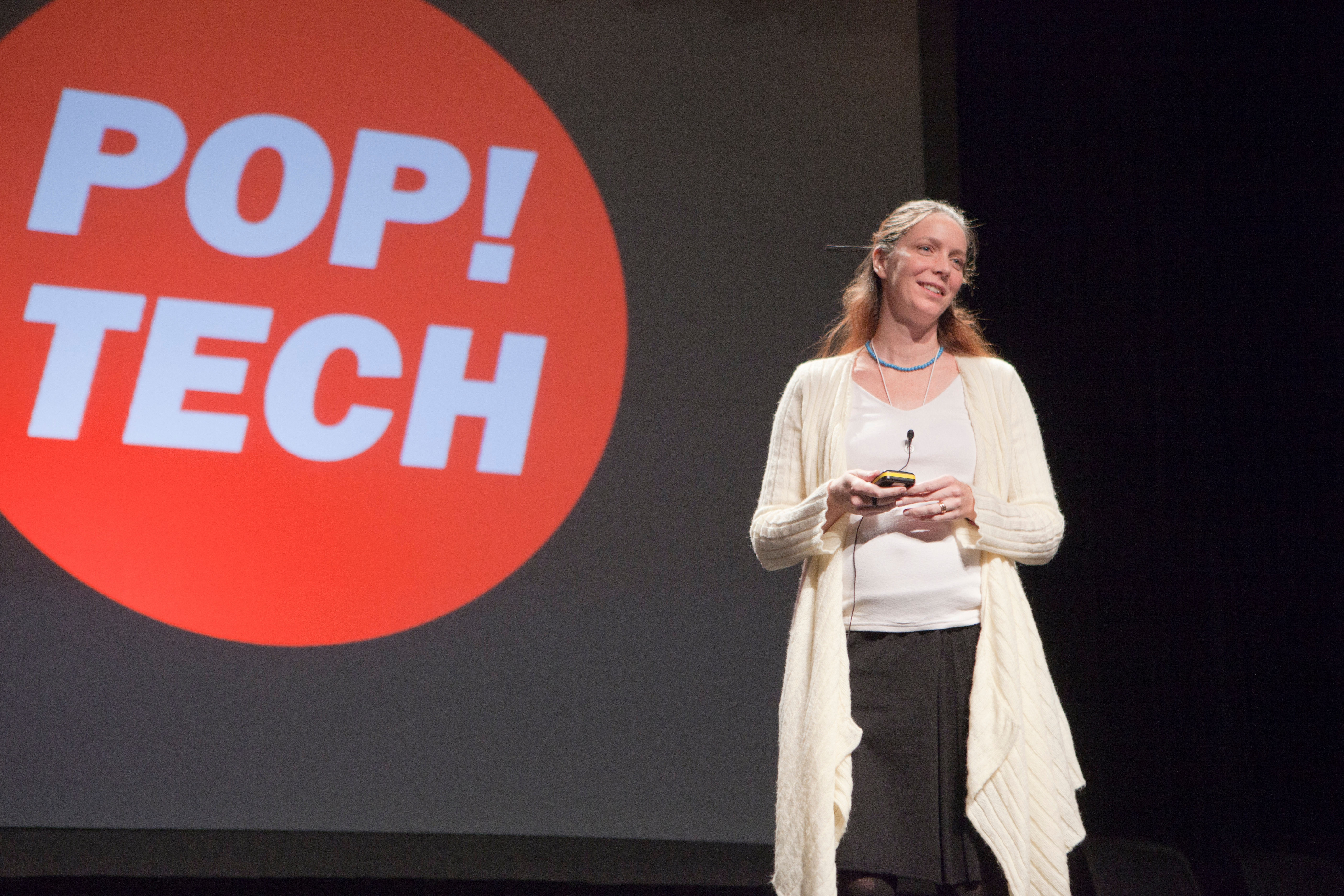
Кобб 2010 року виступає на PopTech

Кобб є членкинею наукової групи з клімату Американської асоціації сприяння розвитку науки (ААСРН), міжнародної групи CLIVAR Pacific та міжнародної групи PAGES-CLIVAR. Вона входить до консультативної ради Інституту Лешнера зв'язків із громадськістю ААСРН.
Кобб є прихильницею роботи з громадами та регулярно читає лекції з кліматичних наук у школах, коледжах та інших громадських групах. Вона займається політикою та є авторкою кількох популярних статей про зміну клімату, намагаючись надихнути інших кліматологів виступати в міжнародних дебатах. Вона знялася в документальному фільмі Showtime «Роки небезпечного життя». У Real Scientists Кобб наводить аргументи щодо вивчення палеоклімату: «Інструментальний запис клімату занадто короткий, щоб визначити деякі з найважливіших змін клімату під впливом парникового ефекту. Розглянути минулі посухи, екстремальні явища та зміни рівня моря допомагають палеокліматичні дані». У квітні 2017 року Кобб виступила з презентацією на Марші науки в Атланті, штат Джорджія.
У лютому 2019 року Кобб доповідала перед комітетом з природних ресурсів Палати представників на слуханнях «Зміна клімату: вплив і необхідність діяти». У доповіді вона описала, як 2016 року на місці її досліджень Ель-Ніньйо в Тихому океані знищив 90 % коралів, і сказала: «Я була в першому ряду бійні». Вона підкреслила серйозність і явне посилення наслідків зміни клімату, зазначивши, що багато вчених, з якими вона спілкувалася, готові співпрацювати із законодавцями щодо змін клімату.

## Різноманіття
У технологічному інституті Джорджії вона є передовим професором з «інституційного різноманіття», що є частиною зусиль Національного наукового фонду з розширення представництва та просування жінок у науці й техніці.